# Fritz Rieger
Friedrich Edmund Rieger (* 28. Juni 1910 in Oberaltstadt, Österreich-Ungarn; † 30. September 1978 in Bonn) war ein deutscher Dirigent und Generalmusikdirektor.

## Leben
Seine musikalische Ausbildung erhielt Fritz Rieger in Prag, wo er an der Deutschen Akademie für Musik, dem Konservatorium als Schüler von Fidelio Finke und George Szell studierte. 1931 wurde Rieger Solorepetitor am deutschen Landestheater Prag, dort 1934 Zweiter Kapellmeister und 1936 Kapellmeister des Deutschen Theaters Prag; 1938 wurde er musikalischer Oberleiter des neu errichteten Rundfunksenders Melnik an der Elbe; von 1939 bis 1941 war er Operndirektor am Stadttheater von Aussig an der Elbe (Ústí nad Labem). Fritz Rieger beantragte am 10. Juni 1940 die Aufnahme in die NSDAP und wurde zum 1. Juli desselben Jahres aufgenommen (Mitgliedsnummer 8.417.679). Im Jahre 1941 erhielt er eine Berufung als Musikdirektor an das Opernhaus in Bremen.
Nach dem Ende des Zweiten Weltkriegs (1939–1945) wurde Fritz Rieger als Pianist und Dirigent im Jahr 1947 musikalischer Leiter des Orchesters des Nationaltheaters in Mannheim in Westdeutschland. Im Jahre 1949 übernahm er die Leitung der Münchner Philharmoniker und wurde Nachfolger berühmter Vorgänger, wie Felix Weingartner, Oswald Kabasta und Hans Rosbaud. Seine Zeit als Generalmusikdirektor in München erstreckte sich über 17 Jahre bis zum Jahre 1966. Bei Gastspielen an der Münchner Staatsoper und zahlreichen weltweiten Konzerten der Münchner Philharmoniker arbeitete Rieger mit bedeutenden Solisten und Sängern wie David Oistrach und Hermann Prey zusammen.
Der Bayerische Verdienstorden wurde ihm am 15. Dezember 1959 verliehen. Als Anerkennung für seine Leistungen erhielt Generalmusikdirektor Fritz Rieger außerdem 1966 von der Stadt München die Goldenen Ehrenmünze und von der Bundesrepublik Deutschland 1976 das Große Verdienstkreuz. In den Jahren 1971 bis 1972 war er in Australien Chefdirigent des Melbourne Symphony Orchestra. Er verstarb 1978 und wurde auf dem Friedhof Neuhausen in München im Grab Nr. 5-1-2 beigesetzt.

## Diskografie
Die ersten Schallplattenaufnahmen mit Fritz Rieger und den Sudetendeutschen Philharmonikern, die Bagatellen für Orchester seines Lehrers Fidelio Finke, wurden 1940 aufgenommen. Mit den Münchner Philharmonikern nahm er Anfang der 1950er Jahre verschiedene Titel für das Label Mercury auf; von 1950 bis 1956 für die Deutsche Grammophon Gesellschaft und in den 1960er Jahren für den Europäischen Phonoclub. Auf LP und CD wurden Live- und Rundfunkaufnahmen mit Generalmusikdirektor Fritz Rieger veröffentlicht.